# Chongzhen-kejsaren
Chongzhen-kejsaren (崇禎帝, regeringstid: 1611-1644) var den siste kejsaren under den  kinesiska Mingdynastin. Hans ursprungliga namn var Zhu Youjian (kinesiska: 朱由檢?, pinyin: Zhū Yóujiǎn), namnet Chongzhen kommer av namnet på hans regeringsperiod, Chóngzhēn (崇禎). I Kina går han dessutom under sitt postuma namn Zhuānglièmǐn (莊烈愍) och sitt så kallade tempelnamn, Sīzōng (思宗). 
När Zhu Youjian tog över tronen efter sin storebror, Tianqi-kejsaren, försökte han återta makten från de hovmän, bland andra Wei Zhongxian som under en tid kontrollerat statsförvaltningen. Riket var dock i oordning, och det, tillsammans med folkliga uppror och det militära trycket från manchurierna, blev Mingdynastins fall. I april 1644 intog rebelledaren Li Zichengs styrkor Peking och beredde vägen för en ny, manchurisk dynasti, Qingdynastin. Zhu Youjian beordrade sina närmaste, bland andra kejsarinnan Zhuangliemin och änkekejsarinnan Zhang Baozhu, att begå självmord, och hängde sig själv i Jingshanparken.